# (976) Benjamina
(976) Benjamina es un asteroide que forma parte del cinturón exterior de asteroides y fue descubierto por Benjamin Jekhowsky el 27 de marzo de 1922 desde el observatorio de Argel-Bouzaréah, Argelia.

## Designación y nombre
Benjamina se designó al principio como 1922 LU.
Posteriormente, fue nombrado en honor de uno de los hijos del descubridor.

## Características orbitales
Benjamina está situado a una distancia media del Sol de 3,201 ua, pudiendo acercarse hasta 2,877 ua. Su inclinación orbital es 7,712° y la excentricidad 0,1012. Emplea 2091 días en completar una órbita alrededor del Sol.